# NGC 5956
NGC 5956 é uma galáxia espiral (Sc) localizada na direcção da constelação de Serpens. Possui uma declinação de +11° 45' 01" e uma ascensão recta de 15 horas, 34 minutos e 58,5 segundos.
A galáxia NGC 5956 foi descoberta em 29 de Abril de 1865 por Heinrich Louis d'Arrest.